# Stephen Bogardus
Stephen Bogardus (Norfolk, 11 marzo 1954) è un attore e cantante statunitense.

## Biografia
Ha recitato in diversi musical e opere di prosa a Broadway e nel resto degli Stati Uniti, tra cui: Les Misérables (Broadway, 1987), Chess (tour statunitense, 1990), Falsettos (Off-Broadway, 1990; Broadway, 1992; Los Angeles, 1994 e 2003), City of Angels (tour statunitense, 1991; Los Angeles, 2006), Love! Valour! Compassion! (Broadway, 1997; candidato al Tony Award al miglior attore non protagonista in uno spettacolo), Chicago (Broadway, 1998), Man of La Mancha (Broadway, 2003), A Little Night Music (Baltimora, 2008), Il dio del massacro (US, 2012) e Passion (Off-Broadway, 2013; candidato al Drama Desk Award al miglior attore non protagonista in un musical).

## Filmografia parziale

### Televisione
- Law & Order - I due volti della giustizia (Law & Order) – serie TV, 3 episodi (1999-2009)
- Law & Order: Unità vittime speciali (Law & Order: Special Victims Unit) – serie TV, 2 episodi (1999-2005)
- Law & Order: Criminal Intent – serie TV, episodio 3x14 (2004)
- Detective Monk (Monk) – serie TV, episodio 5x10 (2006)

## Doppiatori italiani
Nelle versioni in italiano delle opere in cui ha recitato, Stephen Bogardus è stato doppiato da:
- Edoardo Nordio in Law & Order: Unità vittime speciali (ep. 1x07)
- Luigi La Monica in Law & Order: Unità vittime speciali (ep. 7x11)
- Claudio Moneta in Law & Order: Criminal Intent
- Roberto Draghetti in Detective Monk